# NXT TakeOver: Brooklyn III
L'édition Brooklyn III de NXT TakeOver est une manifestation de catch (lutte professionnelle) produite par World Wrestling Entertainment, une fédération de catch américaine, qui est diffusée sur le WWE Network et visible uniquement en streaming payant vie le WWE Network. Cet événement met en avant les membres de NXT, le club-école de la WWE. L'événement s'est déroulé le 19 août 2017 au Barclays Center à Brooklyn, dans l'état de New York Il s'agit du dix-septième événement de NXT TakeOver.

## Contexte
Les spectacles de la World Wrestling Entertainment (WWE) sont constitués de matchs aux résultats prédéterminés par les scénaristes de la WWE. Ces rencontres sont justifiées par des storylines – une rivalité avec un catcheur, la plupart du temps – ou par des qualifications survenues dans les shows de la WWE telles que Raw, SmackDown et NXT. Tous les catcheurs possèdent une gimmick, c'est-à-dire qu'ils incarnent un personnage gentil (Face) ou méchant (Heel), qui évolue au fil des rencontres. Un événement comme Brooklyn III est donc un événement tournant pour les différentes storylines en cours,.

## Tableau des matchs
| Ordre par numéros                                                                         | Résultat | Stipulation(s)                                    | Temps |
| ----------------------------------------------------------------------------------------- | --- | ------------------------------------------------- | ----- |
| 1                                                                                         | Andrade "Cien" Almas (avec Zelina Vega) bat Johnny Gargano                                                                                     | Match simple                                      | 13:13 |
| 2                                                                                         | SAnitY (Alexander Wolfe et Eric Young) (avec Killian Dain et Nikki Cross) battent The Authors of Pain (Akam et Rezar) (c) (avec Paul Ellering) | Tag Team match pour les NXT Tag Team Championship | 12:04 |
| 3                                                                                         | Aleister Black bat Hideo Itami | Match simple                                      | 12:24 |
| 4                                                                                         | Asuka (c) bat Ember Moon par soumission | Match simple pour le NXT Women's Championship     | 14:50 |
| 5                                                                                         | Drew McIntyre bat Bobby Roode (c) | Match simple pour le NXT Championship             | 22:25 |
| La lettre C placée entre parenthèses désigne la personne ou l’équipe championne en titre. | |                                                   |       |